# Postal 4: No Regerts
Postal 4: No Regerts ist ein Computerspiel des US-amerikanischen Entwicklungsstudios Running with Scissors. Der Ego-Shooter ist Teil der Computerspielreihe Postal und erschien im April 2022.

## Handlung
Postal 4 spielt einige Jahre nach dem bis dahin zeitlich letzten Teil der Spieleserie, dem Add-on Postal 2: Paradise Lost. Nach der Zerstörung seiner Heimatstadt Paradise fährt der Protagonist der Spieleserie, der Postal Dude, ziellos umher, als ihm in der Wüste von Arizona an einer Tankstelle das Auto gestohlen wird. Er erreicht zu Fuß den nahegelegenen Ort Edensin und versucht dort, sich ein neues Leben aufzubauen. Das Spiel stellt fünf Tage dar, die der Postal Dude in Edensin verbringt.
Am ersten Tag, Montag, setzt sich der Postal Dude selbst die Aufgabe, eine Arbeitsstelle zu finden. Im Arbeitsamt von Edensin bekommt er drei Stellen angeboten, für die er in beliebiger Reihenfolge vorsprechen soll: Eine Stelle als Kanalarbeiter, eine als Tierfänger und eine als Gefängniswächter.

## Spielprinzip und Technik
Postal 4 ist ein Ego-Shooter in einer dreidimensionalen Umgebung. Die Darstellung der Spielwelt erfolgt aus der Perspektive des Spielers, der sich durch Bewegungen der Maus frei umschauen und mit Hilfe der Tastatur in der Spielwelt bewegen kann. Technisch setzt Postal 4 so wie Postal 2 auf die Spiel-Engine Unreal Engine auf, allerdings nicht mehr auf die Version 2, sondern auf die zum Erscheinenszeitpunkt des Spiels neueste Version 4. Die Spielwelt ist offen, das heißt, der Spieler kann sie schon zu Beginn komplett erkunden und seine Aufgaben in beliebiger Reihenfolge angehen. Das Spiel ist zeitlich in Wochentage unterteilt, und der Spieler bekommt jeden Tag Aufgaben zugeteilt, die den Charakter einfacher Besorgungen haben wie beispielsweise das Arbeitsamt aufzusuchen oder Einkäufe zu tätigen. Beim Abarbeiten dieser Aufgaben gerät der Spieler immer wieder in Situationen, in denen er mit Gewalt konfrontiert wird oder in denen Gewalt ein einfacheres oder schnelleres Lösen der jeweiligen Aufgabe verspricht.
Dem Spieler stehen genretypisch verschiedene Schuss-, Hieb- und Wurfwaffen zur Verfügung, die er von Gegnern erbeuten oder an vordefinierten Orten der Spielwelt finden kann. Er verfügt außerdem über ein Inventar und kann Gegenstände aufsammeln und anwenden, die ihm Vorteile im Spiel bringen, indem sie zum Beispiel seine Lebensenergie auffrischen. Charakteristisch für die Spiele der Postal-Serie sind eine übertriebene, comichafte Gewaltdarstellung sowie der Einsatz von Alltagsgegenständen als Waffen. Postal 4 greift hier auf einige Elemente der Serie zurück und lässt den Spieler wieder lebende Katzen als Schalldämpfer auf Pumpguns stülpen und die Köpfe friedlicher Passanten vom Rumpf abschießen. Einige neue Waffen wurden in das Spiel integriert, so kann der Spieler Gegner von zahmen Tauben zerhacken lassen oder mittels Wasserkanonen Benzin verschießen, um dieses anschließend zu entzünden. Erstmals steht dem Spieler mit einem Elektrorollstuhl ein Fahrzeug zur Verfügung. Mit diesem kann er sich schneller fortbewegen als zu Fuß und zusätzlich Passanten überfahren.

## Produktionsnotizen
Das Vorgängerspiel Postal III stach insofern aus anderen Spielen der Serie heraus, als es sich dabei um einen Third-Person-Shooter handelte und erstmals nicht von Running with Scissors selbst, sondern vom russischen Publisher und Entwickler Akella produziert wurde. Das Spiel wurde von Kritikern wie Käufern negativ beurteilt, was Running with Scissors dazu veranlasste, es selbst nicht mehr zu vertreiben und sich davon zu distanzieren. Für den Nachfolger Postal 4 setzte die Firma wieder auf das First-Person-Prinzip und produzierte das Spiel selbst. Die erste Ankündigung des Spiels erfolgte am 14. Oktober 2019, ungewöhnlicherweise zeitgleich mit der Veröffentlichung im Early-Access-Programm der Online-Vertriebsplattform Steam. Die Falschschreibung im Untertitel (statt „No Regerts“ müsste es „No Regrets“ (Kein Bedauern) heißen) ist eine Anspielung auf die im Internet beliebte Darstellung von Rechtschreibfehlern bei Tätowierungen. Zunächst standen den Spielern lediglich die Aufgaben des ersten von fünf Spieltagen zur Verfügung. Interessenten konnten den Fortgang der weiteren Arbeiten am Spiel über eine mit der Projektmanagementsoftware Trello erstellte Seite im Internet verfolgen. Nach mehreren Updates waren im Juli 2021 die Aufgaben der ersten vier von sieben Tagen verfügbar. Am 20. April 2022 wurde das Spiel offiziell veröffentlicht. Im März 2023 erschienen Portierungen für die Spielkonsolen PlayStation 4 und PlayStation 5.
Für die Rolle des Postal Dude wurde zunächst keiner der eher unbekannten Synchronsprecher aus den vorherigen Teilen der Serie eingesetzt, sondern mit Jon St. John ein bekannter Sprecher verpflichtet, der unter anderem als Duke Nukem in der gleichnamigen Spieleserie auftrat und mehrere zentrale Rollen in Call of Cthulhu: Dark Corners of the Earth und Runaway 2 – The Dream of the Turtle innehatte. Mit der Veröffentlichung der Vollversion von Postal 4 wurden die Stimmen von Rick Hunter (Postal II) und Corey Cruise (Postal III), später noch die Stimme von Zack Ward, der den Postal Dude in der Postal-Verfilmung spielt. Die drei ergänzten Stimmen des Hauptcharakters sind für den Spieler optional auswählbar. 

## Rezeption
Postal 4: No Regerts erhielt schlechte Bewertungen. Die Rezensionsdatenbank Metacritic aggregiert 20 Rezensionen zu einem Mittelwert von 31.
Giga.de zeigte sich verwundert, dass Postal 4 vor dem Hintergrund der Indizierung der Vorgängerspiele durch die Bundesprüfstelle für jugendgefährdende Medien überhaupt für deutsche Käufer zugänglich sei. Das deutschsprachige Spielemagazin Pixel sah „Gewalt, Gore-Effekte und viele politisch inkorrekte Ansichten“ sowie einen „sehr schwarzen Humor“ und riet empfindlichen Gemütern in der Folge vom Spiel ab. Das Magazin lobte auf Basis der frühen Early-Access-Version den Humor und die Handlungsfreiheiten des Spiels, kritisierte aber die Grafik als veraltet. Das deutschsprachige Medienmagazin Geek-Pool hob „knackig gewürzte Dialoge“ und „herrliche Situationskomik“ hervor und lobte die im Vergleich zu den Vorgängerspielen komplexeren Missionsziele. Das Magazin stellte aber zahlreiche technische Unzulänglichkeiten insbesondere im Bereich der Grafik heraus und wertete, zum Zeitpunkt des Tests sei das Spiel „selbst als Geschenk (…) noch zu teuer.“.
Das englischsprachige Magazin Hardcore Gamer wertete, Postal 4 sei ein „Spielplatz der Sittenlosigkeit“, gegen den die in den Medien für ihre Gewaltdarstellung mitunter kritisierten Grand-Theft-Auto-Spiele „moralisch erbaulich“ wirkten. Das Spiel kombiniere genregerechte Spielmechanik mit übertriebenem Humor und sei in Summe ein „schreckliches Spiel für schreckliche Menschen“, das Fans der Spielereihe nicht verpassen dürften. The Gamer stellte heraus, dass Postal 4 der Designlinie der Vorgängerspiele insofern folge, als ein gewaltfreies Spiel zwar der spielerisch anspruchsvollste, aber prinzipiell ein möglicher Weg sei. Das Magazin zeigte sich erstaunt, dass Running with Scissors, die sich in der Vergangenheit nie mit bissigen Seitenhieben auf aktuelle politische Entwicklungen zurückgehalten hätten, sich in Postal 4 zum Testzeitpunkt regelrecht apolitisch zeigten. Für die weitere Entwicklung des Spiels forderte Redakteurin Bella Blondeau Verbesserungen beim Kampfsystem ein. Das französische Magazin Jeux Video hielt fest, dass sich „die DNS der Spieleserie (in Postal 4) fortsetze“, was sich unter anderem in der Möglichkeit manifestiere, die Einwohner der Spielwelt auf vielfältige Weise zu „misshandeln“.